# 타나시스 디나스
아타나시오스 "타나시스" 디나스(그리스어: Αθανάσιος "Θανάσης" Ντίνας, 1989년 11월 12일, 코모티니 ~)는 축구 선수이다. 그는 현재 SFK 피에리코스 소속이다. 디나스는 스코다 크산티에서 프로 무대에 데뷔하였다. 이후, 그는 자키토스로 임대되었었다. 2010년, 디나스는 파나하이키와 계약하였다. 그는 이곳에서 3년을 머물렀다.

## 파나티나이코스
2013년 1월 31일, 그는 파나티나이코스와 3년반 계약을 맺었다. 그는 파나티나이코스가 0-1로 패한 아리스전에서 데뷔하였다.

## 경력 통계
2015년 2월 1일 기준
| 클럽           | 시즌      | 리그 | 리그 | 컵   | 컵 | 유럽* | 유럽* | 기타** | 기타** | 합계 | 합계 |
| 클럽           | 시즌      | 출장 | 골   | 출장 | 골 | 출장  | 골    | 출장   | 골     | 출장 | 골   |
| -------------- | --------- | ---- | ---- | ---- | -- | ----- | ----- | ------ | ------ | ---- | ---- |
| 스코다 크산티  | 2007–08   | 1    | 0    | 0    | 0  | 0     | 0     | 0      | 0      | 1    | 0    |
| 자킨토스       | 2008–09   | 23   | 1    | 1    | 0  | 0     | 0     | 0      | 0      | 24   | 1    |
| 자킨토스       | 2009–10   | 28   | 1    | 1    | 0  | 0     | 0     | 0      | 0      | 29   | 1    |
| 파나하이키     | 2010–11   | 24   | 1    | 3    | 1  | 0     | 0     | 0      | 0      | 27   | 2    |
| 파나하이키     | 2011–12   | 29   | 7    | 2    | 1  | 0     | 0     | 5      | 1      | 36   | 9    |
| 파나하이키     | 2012–13   | 16   | 1    | 3    | 0  | 0     | 0     | 0      | 0      | 19   | 1    |
| 파나티나이코스 | 2012–13   | 5    | 0    | 0    | 0  | 0     | 0     | 0      | 0      | 5    | 0    |
| 파나티나이코스 | 2013-14   | 16   | 1    | 4    | 0  | 0     | 0     | 0      | 0      | 20   | 1    |
| 파나티나이코스 | 2014-15   | 11   | 1    | 1    | 0  | 6     | 1     | 0      | 0      | 18   | 2    |
| 경력 합계      | 경력 합계 | 153  | 13   | 15   | 2  | 6     | 1     | 5      | 1      | 179  | 17   |

(* UEFA 유로파리그, UEFA 챔피언스리그 포함) 

(** 수페르리가 엘라다 플레이오프전, 풋볼 리그 플레이오프전 포함)

## 수상
파나티나이코스
- 그리스 컵: 2013-14